# 何国强
何国强，中华人民共和国政治人物、全国脱贫攻坚先进个人。

## 生平
何国强任宁波市对口支援和区域合作局党组书记、局长。因在脱贫攻坚战中作出突出贡献，2021年2月25日全国脱贫攻坚总结表彰大会上，何国强被授予“全国脱贫攻坚先进个人”。